# カリクアオ駅

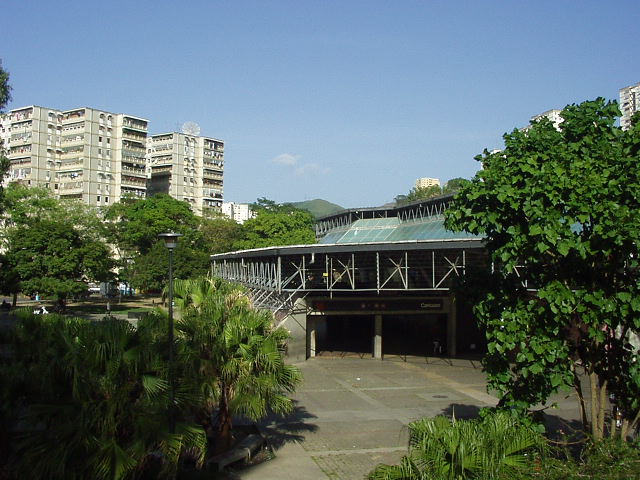
西から見た駅（2004年6月）

カリクアオ駅（カリクアオえき、Estación Caricuao）はベネズエラのカラカスにあるカラカス地下鉄2号線の地上駅。首都地区リベルタドル市カリクアオ区にある。

## 駅の構造
ホームは対向式2面2線。改札と切符売り場が地上に、ホームが高架にある。出口は北側に一か所。

## 駅の周辺
隣のマメラ駅とこの駅の間で二号線は地上線から高架線になり、終点の隣駅ソーロヒコまで至る。線路と駅の南をカリクアオ大通り  が通る。
駅前広場は北に開き、周辺には中・高層の住宅と人民居住区（バリオ）がある。カリクアオ谷の幅は狭いので、住宅の多くは斜面を利用したり、造成したりして作られている。宅地化されていない林も多い。

## 歴史
- 1987年10月4日 2号線開通とともに開業。

## 隣の駅
- マメラ駅 - カリクアオ駅 - ソーロヒコ駅